# The Official Guide to the Xenaverse
El guía oficial para el Xenaverso es un libro escrito por Robert Weisbrot y publicado en 1998, en los Estados Unidos.

## Descripción

### Argumento
Una guía completa de los dos primeros años de la serie de televisión Xena: la princesa guerrera.

### Informaciones Especiales
- Imágenes en color y en blanco y preto.
- Guías detalladas de los episodios de las 2 primeras temporadas de la serie.
- Revelaciones sobre el fondo de las grabaciones y escrita de los episodios.
- Descripción sobre las orígenes y la historia de la serie.
- Biografías del elenco y equipe.
- Trivias y curiosidades de la serie.[1]